# 赤村
赤村（日语：／ Aka mura */?）是位于福岡縣東部的一村。屬田川郡。

## 歷史

### 年表
- 1887年：
  - 上赤村、下赤村、山浦村合併合併為赤村。[1]
  - 大內田村、小內田村合併為內田村。
- 1889年4月1日：時施町村制，赤村和內田村合併為新設置的赤村。

## 交通

### 鐵路
- 平成筑豐鐵道
  - 田川線：源春蘭之森站 - 油須原站 - 赤站 - 內田站

|  |

## 觀光資源
- 源じい之森
- 源じい之森溫泉
- 赤村觀光鐵道油須原線
- 蛇巻岩

## 本地出身之名人
- 仁支川峰子：歌手，舊藝名為西川峰子。

## 外部連結
- （日語） 赤村商工會
- （日語） 赤村特產物中心 （页面存档备份，存于）